# Natation aux Jeux méditerranéens de 1959
Navigation
Édition précédente Édition suivante
Huit épreuves de natation sportive sont disputées dans le cadre des Jeux méditerranéens 1959 organisés à Beyrouth au Liban. La troisième édition des Jeux méditerranéens voit la domination italienne prendre le relais de la totale hégémonie française sur les victoires remarquable lors des éditions 1951 et 1955. Au Liban, l'Italie remporte cinq des huit titres en jeu et se place première du tableau des médailles devant la France avec sept médailles.

## Tableau des médailles
| Rang  | Nation                | Or | Argent | Bronze | Total |
| ----- | --------------------- | -- | ------ | ------ | ----- |
| 1     | Italie                | 5  | 1      | 1      | 7     |
| 2     | France                | 2  | 2      | 2      | 6     |
| 3     | Yougoslavie           | 1  | 4      | 2      | 7     |
| 4     | Espagne               | 0  | 1      | 1      | 2     |
| 5     | République arabe unie | 0  | 0      | 1      | 1     |
| 5     | Royaume de Grèce      | 0  | 0      | 1      | 1     |
| Total | Total                 | 8  | 8      | 8      | 24    |

## Résultats
| Épreuves                      | Or                                                                                        | Argent                                                                         | Bronze                                                                         |
| ----------------------------- | ----------------------------------------------------------------------------------------- | ------------------------------------------------------------------------------ | ------------------------------------------------------------------------------ |
| 100 m nage libre              | Paolo Pucci Italie 57 s 2                                                                 | Janez Kocmur Yougoslavie 58 s 2                                                | Giorgio Perondini Italie 58 s 4                                                |
| 400 m nage libre              | Vlado Brinovec Yougoslavie 4 min 44 s 5                                                   | Milan Jeger Yougoslavie 4 min 44 s 9                                           | Guy Montserret France 4 min 47 s 8                                             |
| 1 500 m nage libre            | Guy Montserret France 19 min 5 s 4                                                        | Vlado Brinovec Yougoslavie 19 min 48 s 6                                       | Zei Ahmed République arabe unie 20 min 3 s 6                                   |
| 100 m dos                     | Robert Christophe France 1 min 4 s 8                                                      | Mihovil Dorčić Yougoslavie 1 min 6 s 4                                         | Christian Schollmeier Italie 1 min 8 s 1                                       |
| 200 m brasse                  | Roberto Lazzari Italie 2 min 48 s 7                                                       | Guillermo Alsina Espagne 2 min 51 s 8                                          | Nikolaos Zacharopoulos Royaume de Grèce 2 min 55 s 6                           |
| 200 m papillon                | Federico Dennerlein Italie 2 min 26 s 7                                                   | René Pirolley France 2 min 30 s 3                                              | Vicente Espagne 2 min 36 s 1                                                   |
| Relais 4 × 200 m nage libre   | Italie Bruno Bianchi Federico Dennerlein Giorgio Perondini Paolo Pucci 9 min 3 s 8        | Yougoslavie Anton Nardeli Vlado Brinovec Janez Kocmur Milan Jeger 9 min 13 s 3 | France William Caillot Michel Treillet Guy Montserret Jean Boiteux 9 min 9 s 7 |
| Relais 4 × 100 m quatre nages | Italie Christian Schollmeier Roberto Lazzari Federico Dennerlein Paolo Pucci 4 min 27 s 1 | France Robert Christophe Maurice Lusien René Pirolley Aldo Eminente 4 min 31 s | Yougoslavie Mihovil Dorčić Đuro Radan Anton Nardeli Janez Kocmur 4 min 35 s 7  |

## Sources
- François Oppenheim, Des nageurs et des records, histoire des courses de natation, Paris, La Table ronde, 1961, pp. 287-289.
- (en) Gbrathletics.com